# کارت اسکیم
Card scheme شبکه‌های پرداختی اند که هر بانک یا مؤسسه مالی معتبر می‌تواند عضوی از آن باشد. با عضویت در یک scheme، عضو می‌تواند به صدور(issuing) و پذیرش (acquiring) کارت در این شبکه بپردازند.

## انواع scheme‌ها
دو نوع اصلی scheme وجود دارد: scheme سه-طرفه (یا scheme بسته) و scheme چهار-طرفه(یا scheme  باز).

### scheme سه-طرفه

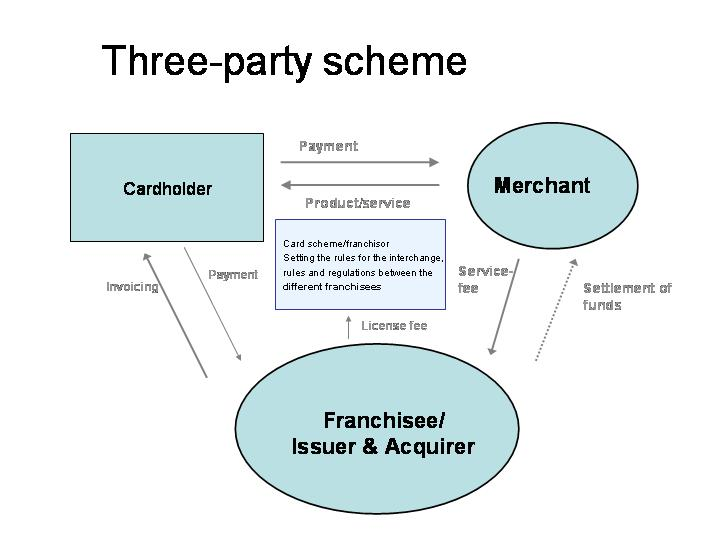

scheme سه-طرفه از سه بخش تشکیل شده‌است که در نمودار نشان داده شده‌است.
در این مدل، صادرکننده(که با دارنده کارت رابطه دارد) و پذیرنده(که با پذیرنده فروشگاهی(merchant) رابطه دارد) هر دو یک موجودیت‌اند. این بدین معنی است که کارمزد یا شارژی میان صادرکننده و پذیرنده اتفاق نمی‌افتد. 
نمونه‌هایی از این مدل عبارتند از:آمریکن اکسپرس، دیسکاور کارت و Diners Club

### scheme چهار-طرفه

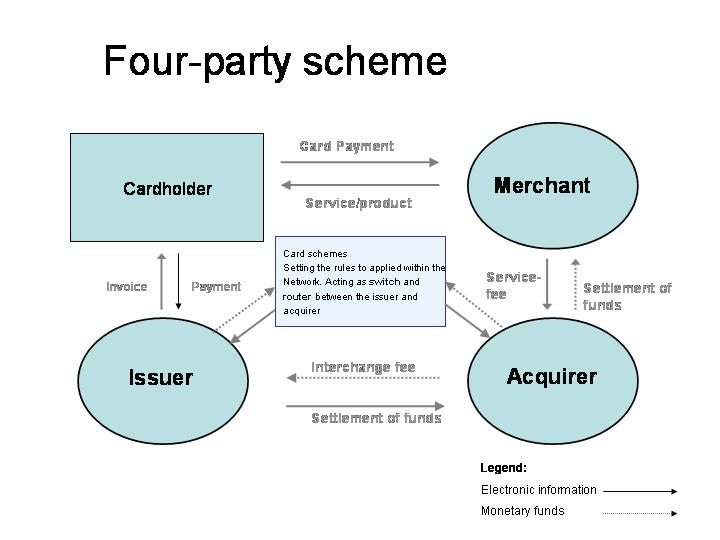

در اسکیم چهار-طرفه، صادرکننده و پذیرنده متفاوتند و این نوع از اسکیم برای عضویت دیگر موسسات مالی باز است و این موسسات میتوانند به این اسکیم پیوسته و کارت‌های خودشان را صادر کنند. نمونه‌هایی از این نوع اسکیم عبارتند از: ویزا، مسترکارت،  Verve Card , UnionPay ,RuPay.محدودیتی برای پیوستن به اسکیم و عضویت وجود ندارد و فقط باید نیازمندی‌ها و قوانین اسکیم را رعایت شود.